# Zanthoxylum nemorale
Zanthoxylum nemorale är en vinruteväxtart som beskrevs av Carl Friedrich Philipp von Martius. Zanthoxylum nemorale ingår i släktet Zanthoxylum och familjen vinruteväxter. Inga underarter finns listade i Catalogue of Life.